# Albert Barlatier
Pour les articles homonymes, voir Barlatier.
Albert Auguste Marie Barlatier, né à Paris (ancien 6e arrondissement) le 14 janvier 1850 et mort à Marseille le 4 février 1925, est un compositeur français.

## Biographie
On lui doit essentiellement des valses, polkas et quadrilles pour piano et la musique de quelques chansons sur des paroles, entre autres, de Francis Tourte.
Ancien négociant en tissus devenu industriel textile, il épouse le 30 novembre 1876 l'artiste lyrique Gabrielle Bilange (1849-1890), dont il aura deux fils, le journaliste Émile Barlatier tué au cours d'un combat aérien le 22 juillet 1916 lors du bombardement de Mülheim, et André Barlatier (1882-1943), photographe en France à Courbevoie puis directeur de la photographie aux États-Unis à Hollywood.
De son second mariage en septembre 1891 avec Mathilde Van Cutsem, il aura une fille Jeanne (1893-1977) dont l'enlèvement par son demi-frère André, alors âgé de 24 ans, fera la une des faits divers dans la presse parisienne en février-mars 1907,.

## Œuvres
- 1869 : La Capricieuse, valse de salon pour piano, Paris, chez l'auteur 11, rue Saint-Lazare[11].
- 1869 : Les Cascadeuses, quadrille pour piano, Paris, Porcher & Cie éditeur. Dédié à Robert Planquette[12].
- 1871 : Une Folie au bal, quadrille pour orchestre par Alphonse Herman sur des motifs d'Albert Barlatier, Paris, Carnaud éditeur[13].
- 1872 : Le Scarabée, polka pour piano, Paris, O'Kelly éditeur. Dédiée à Anna Barrault[14].
- 1872 : Le Printemps, idylle, paroles de Jules Gros, Paris, O'Kelly éditeur.
- 1873 : Moutons et baisers, paysannerie, paroles de Jules Gros, Paris, O'Kelly éditeur.
- 1876 : O Salve Maria, chant religieux avec accompagnement de violon et violoncelle[15]
- 1877 : Un rêve, poésie d'Émile Bilange[16], Paris, éditions Heugel.